# Abd Alláh ibn Abbás
Abd Alláh ibn Abbás (618/9-687/8) byl arabský islámský teolog. Byl členem rodu Abbásovců a bratranec proroka Mohameda. Připisuje se mu první komentář ke Koránu a považuje se za průkopníka jeho kritické analýzy. Patří k významným církevním autoritám. Zemřel na území dnešní Saúdské Arábie.